# 密克羅尼西亞聯邦地理

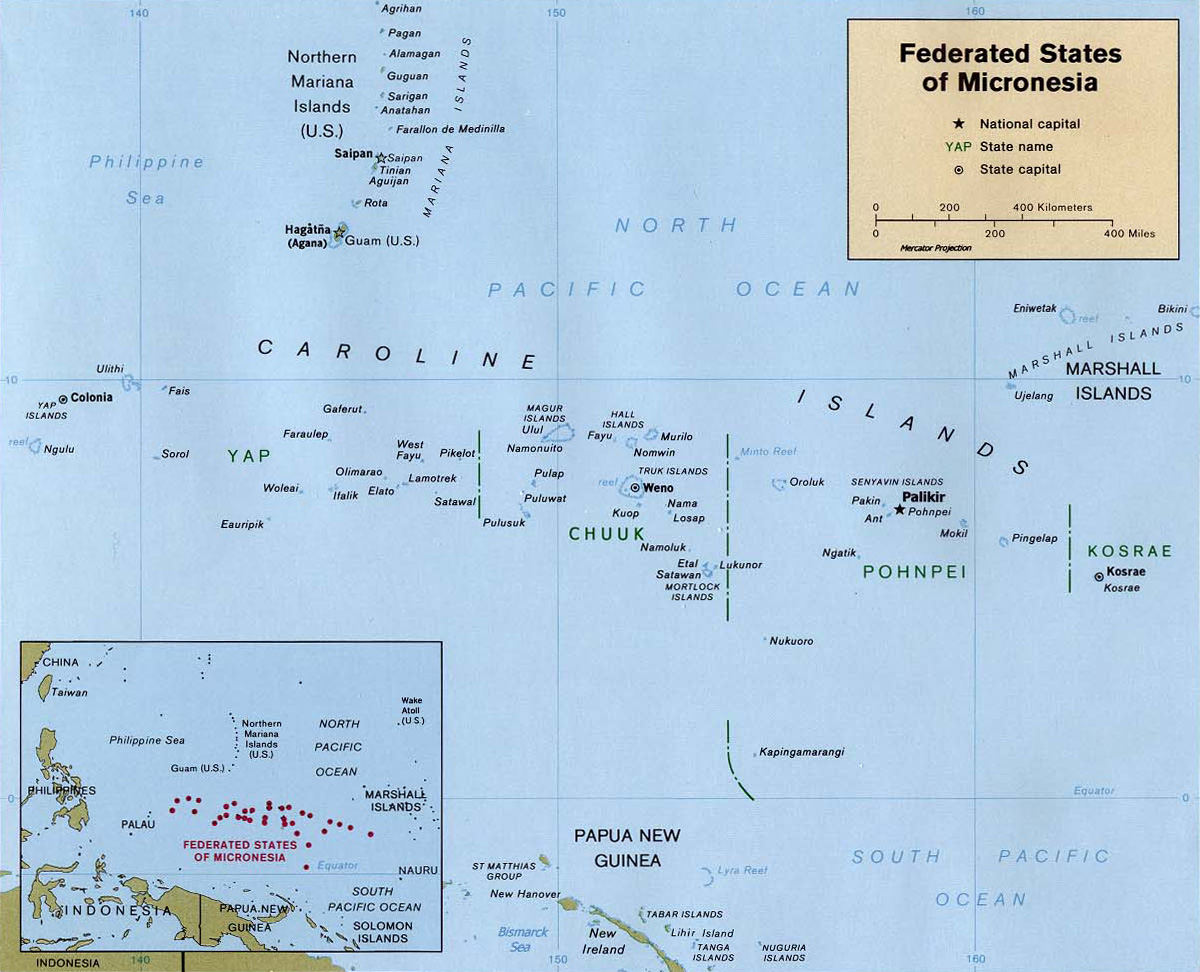
密克羅尼西亞聯邦地圖

密克羅尼西亞聯邦是西太平洋的一個島國，其國土面積很小，僅有702 km2（271 sq mi）。但其專屬經濟區面積位居世界第14位，達2,996,419 km2（1,156,924 sq mi）。密克羅尼西亞聯邦有607個島嶼，東西跨度達2,900（1,800英里）。全國分為雅浦州、丘克州、波納佩州、科斯雷州四個州。密克羅尼西亞聯邦屬於熱帶氣候，全年溫差較小且雨水充沛，每年6月至12月多颱風。